# Falling Spring
Falling Spring település az Amerikai Egyesült Államok Nyugat-Virginia államában, Greenbrier megyében. Lakosainak száma 170 fő (2020. április 1.).

## Népesség
A település népességének változása:

| 2010 | 211 |
| 2020 | 170 |